# Team Husqvarna/Primagaz
Team Husqvarna/Primagaz was een Nederlandse marathonschaatsploeg onder leiding van Jan Martien van de Wetering. Tot 2012/2013 opereerde de ploeg onder Husqvarna/Gardena.

## Ploeg 2014/2015
- Willem Hut;
- Johan Knol;
- Simon Schouten;
- Timo Verkaaik;
- Frank Vreugdenhil;
- Erben Wennemars.